# Fairy Tail
Fairy Tail (フェアリーテイル Fearī Teiru) là một bộ manga của Nhật Bản do Mashima Hiro sáng tác và minh hoạ. Bộ truyện được đăng nhiều kỳ trên tạp chí Weekly Shōnen Magazine của Kodansha từ tháng 8 năm 2006 đến tháng 7 năm 2017, cùng từng chương được tổng hợp và xuất bản thành 63 tập tankōbon. Bộ truyện kể về cuộc phiêu lưu của Natsu Dragneel (thành viên của hội pháp sư nổi tiếng Fairy Tail), khi anh tìm kiếm con rồng Igneel ở thế giới Earth-land hư cấu.
Bộ manga đã được các hãng phim A-1 Pictures, Dentsu Inc., Satelight, Bridge và CloverWorks chuyển thể thành bộ anime truyền hình dài tập, phát sóng trên kênh TV Tokyo tại Nhật Bản từ tháng 10 năm 2009 đến tháng 3 năm 2013. Phần phim thứ hai được phát sóng từ tháng 4 năm 2014 đến tháng 3 năm 2016. Phần thứ ba và cũng là phần cuối được phát sóng từ tháng 10 năm 2018 đến tháng 9 năm 2019. Bộ truyện còn truyền cảm hứng cho nhiều manga ngoại truyện, gồm phần tiền truyện Fairy Tail Zero của Mashima và phần hậu truyện mà ông xây dựng kịch bản, có nhan đề Fairy Tail: 100 Years Quest. Ngoài ra, A-1 Pictures  cũng phát triển 9 bộ OVA và 2 phim điện ảnh hoạt hình.
Bộ manga ban đầu do Del Rey Manga giành quyền phát hành bằng tiếng Anh ở Bắc Mỹ, đơn vị bắt đầu phát hành từng tập lẻ vào tháng 3 năm 2008 và kết thúc đợt cấp phép với tập thứ 12 được phát hành vào tháng 9 năm 2010. Tháng 12 năm 2010, Kodansha USA giành lấy quyền phát hành bộ truyện ở Bắc Mỹ. Bộ manga cũng được cấp phép lưu hành bởi Turnaround Pub Services ở Vương quốc Anh  và bởi Penguin Books Australia ở Úc. Bộ anime thì được Crunchyroll cấp phép phát hành bằng tiếng Anh ở Bắc Mỹ. Kênh Animax Asia của Đông Nam Á đã phát sóng bản tiếng Anh của anime từ năm 2010 đến năm 2015. Đến tháng 2 năm 2020, manga Fairy Tail đã tiêu thụ hơn 72 triệu bản in, trở thành một trong những bộ manga bán chạy nhất mọi thời đại.

## Cốt truyện
Thế giới Earth-land là nơi sinh sống của nhiều bang hội, tức chỗ để các pháp sư sử dụng phép thuật của họ thực hiện những nhiệm vụ có thưởng. Natsu Dragneel (một pháp sư Sát Long Nhân của hội Fairy Tail) khám phá Vương quốc Fiore để tìm kiếm người cha nuôi mất tích của mình là rồng Igneel. Trong cuộc hành trình, cậu kết bạn với một pháp sư tinh linh trẻ tên là Lucy Heartfilia và mời cô gia nhập Fairy Tail. Natsu, Lucy và cậu bạn Happy (thuộc giống loài Exceed) thành lập một đội, rồi kết nạp thêm các thành viên khác trong hội: pháp sư băng thuật Gray Fullbuster; kỵ sĩ pháp thuật Erza Scarlet; bộ đôi Sát Long Nhân Wendy Marvell và Carla (một sinh vật Exceed khác). Đội bắt đầu tiến hành nhiều nhiệm vụ, gồm khuất phục tội phạm, hắc hội bất hợp pháp và những con quỷ Etherious cổ đại được tạo ra bởi Zeref, một pháp sư dính lời nguyền bất tử và sở hữu sức mạnh chết người.
Sau nhiều cuộc phiêu lưu, Natsu cùng các bạn đồng hành của mình tìm ra Zeref đang sống biệt lập trên Đảo Sirius, vùng đất thiêng của Fairy Tail, anh ta mong muốn được chết để chuộc lỗi cho hành vi tội ác mà mình gây ra. Một trận chiến tranh giành Zeref xảy ra giữa Fairy Tail và hắc hội Grimoire Heart, qua đó thu hút sự chú ý của hắc long ác độc Acnologia. Các pháp sư Fairy Tail sống sót sau cuộc tấn công của Acnologia bởi linh hồn của Mavis Vermillion (người sáng lập hội và tình nhân cũ của Zeref) sử dụng phép thuật phòng thủ Tiên Cầu (Fairy Sphere) làm họ rơi vào trạng thái tạm dừng sinh học trong 7 năm. Sau đó, Fairy Tail tiến hành cuộc chiến chống lại Tartaros, một hắc hội của Etherious lập ra nhằm giải phong ấn một cuốn sách được cho là chứa E.N.D. (con quỷ tối thượng của Zeref). Khi Acnologia trở lại để tiêu diệt cả hai hội, Igneel xuất hiện từ cơ thể của Natsu (ông tiết lộ đã tự phong ấn mình nhằm đánh bại Acnologia). Tuy nhiên, Acnologia sát hại Igneel trước sự bất lực của Natsu, và cậu bắt đầu cuộc hành trình huấn luyện để trả thù cho Igneel.
Một năm sau thì Natsu trở lại, lúc này Fiore bị Đế quốc Alvarez (quốc gia quân sự mà Zeref cai trị) xâm lược. Vỡ mộng bởi những xung đột xảy ra dưới danh nghĩa của mình, Zeref có ý định viết lại lịch sử và tự ngăn chặn sự trỗi dậy quyền lực của chính mình bằng cách thâu tóm Trái Tim Tiên Tử (Fairy Heart), một nguồn sức mạnh phép thuật vô biên nằm trong cơ thể cũng bị nguyền rủa của Mavis, được bảo tồn bên dưới sảnh hội của Fairy Tail. Trong trận chiến với Zeref, Natsu được tiết lộ về danh tính thật của mình: cậu vừa là em trai của Zeref vừa là hiện thân thực sự của E.N.D. (Etherious Natsu Dragneel), hay chính là người được Zeref chọn để hồi sinh thành một con quỷ với ý định để nó giết anh ta. Natsu cố gắng làm vô hiệu phép của Zeref để ngăn chặn cho lịch sử không bị thay đổi lớn bởi những hành động của anh ta, đồng thời Mavis dỡ bỏ lời nguyền của cô và Zeref bằng cách đáp lại tình yêu của anh, làm cho cả hai tử vong.
Trong khi đó, Fairy Tail và các đồng minh của họ giam giữ Acnologia trong một vết nứt không-thời gian được tạo ra nhờ sử dụng Nhật Thực (cánh cổng du hành thời gian của Zeref). Tuy nhiên, Acnologia trốn thoát còn linh hồn bị tách khỏi cơ thể y bẫy toàn bộ các Sát Long Nhân trong khe nứt để duy trì sức mạnh thần thánh của mình. Lucy và nhiều pháp sư khác trên khắp lục địa làm bất động cơ thể của Acnologia trong Tiên Cầu, còn Natsu tích lũy phép thuật của các Sát Long Nhân khác và tiêu diệt linh hồn của Acnologia, lấy mạng y và giải thoát cho họ. Một năm sau, Natsu và đội của mình bắt đầu thực hiện nhiệm vụ trăm năm của hội, cùng nhau tiếp tục cuộc phiêu lưu của họ.

## Sản xuất

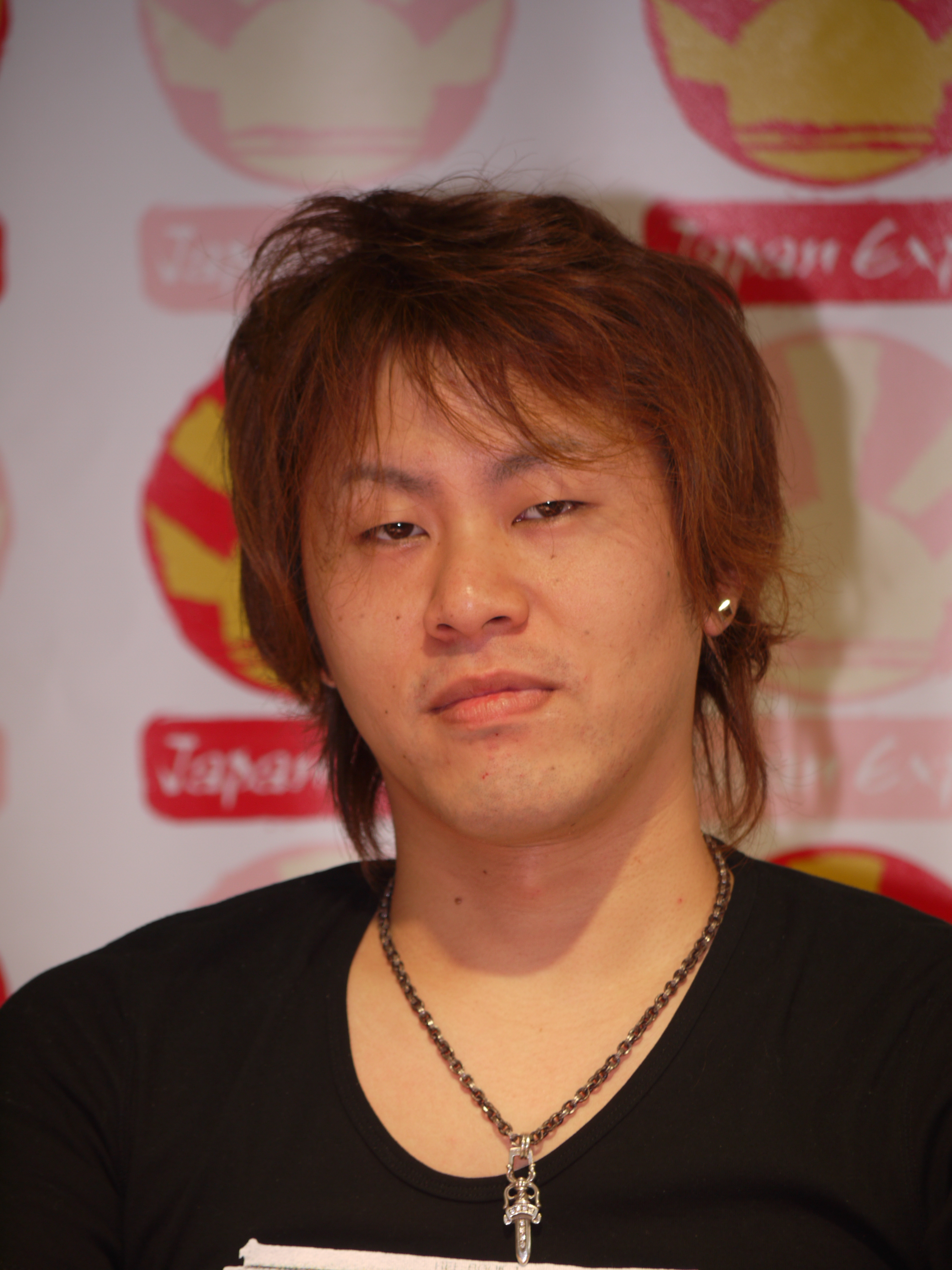
Tác giả kiêm minh họa bộ truyện, Mashima Hiro

Sau khi hoàn thành tác phẩm trước là Rave Master, Mashima Hiro nhận thấy cốt truyện vừa đa cảm vừa buồn nên anh muốn cốt truyện trong bộ manga kế tiếp của mình sẽ thật "vui nhộn". Nguồn cảm hứng sáng tác bộ truyện của anh là ngồi trong quán bar và tiệc tùng với bạn bè. Anh còn mô tả bộ truyện nói về những thiếu niên đang tìm kiếm tiếng gọi của mình, chẳng hạn như một công việc. Mashima đã vẽ một bộ yomikiri có nhan đề Fairy Tale (sau chọn nó làm bộ truyện thí điểm), được xuất bản trên tạp chí Magazine Fresh vào ngày 3 tháng 9 năm 2002. Ý tưởng sau này của Mashima cho bản truyện dài kỳ gồm có Natsu là thành viên sử dụng lửa của một hội đưa tin, câu mang theo người nhiều vật dụng trong các nhiệm vụ. Sau đấy Mashima nghĩ ra ý tưởng để cho nhiều loại phù thủy khác nhau tụ tập ở một nơi, rồi sau cùng ép biên tập viên của mình cho phép anh thay đổi ý tưởng thành hội phù thủy. Nhan đề đã được đổi từ "Tale" thành "Tail" để liên hệ tới cái đuôi của tiên, mà tác giả cho rằng có thể xem đấy là một "điểm mấu chốt" hoặc không. Mashima kể rằng trong khi anh cố cân nhắc sở thích của cả mình lẫn người hâm mộ về những gì sẽ xảy ra tiếp theo trong Fairy Tail, thì lợi ích của người hâm mộ vẫn được đặt lên trước.
Trong khoảng thời gian sáng tác giữa Rave Master và Fairy Tail, mọi trợ lý của Mashima đều rời đi trừ một người, và nghệ sĩ nói rằng việc đảm bảo rằng ba nhân viên mới biết phải làm gì là điều khó khăn nhất trong suốt năm đầu tiên sáng tác. Mashima mô tả lịch trình hàng tuần để sáng tác từng chương lẻ của Fairy Tail vào năm 2008: kịch bản và kịch bản phân cảnh được viết vào Thứ Hai, bản thảo thô thì vẽ vào ngày hôm sau, còn khâu vẽ và đổ mực được thực hiện từ Thứ Tư đến Thứ Sáu; thời gian cuối tuần dành cho Monster Hunter Orage, bộ truyện hàng tháng mà Mashima sáng tác cùng lúc ấy. Anh thường vừa sáng tác các chương mới vừa làm những chương đang có. Mashima có 6 trợ lý vào năm 2008, họ làm việc trong một khu vực rộng 8.000 foot vuông (740 m2) với 7 bàn làm việc, cũng như ghế sofa và tivi để chơi trò chơi video. Năm 2011, anh cho biết mình làm việc 6 ngày/tuần, 17 giờ/ngày.
Đối với các nhân vật trong bộ truyện, Mashima vẽ những nhân vật mà anh biết trong đời thực. Mashima tạo dựng quan hệ cha con giữa Natsu và Igneel dựa trên vụ cha mình qua đời khi anh còn nhỏ. Anh nảy ra chi tiết chứng say tàu xe Natsu từ một người bạn của mình, do người này bị say khi họ đi chung taxi. Vì muốn tránh dùng những cái tên thần thoại phương Tây xa lạ đối với khán giả Nhật Bản, tác giả đã chọn cái tên Nastu (trong tiếng Nhật nghĩa là mùa hè). Mashima xây dựng nhân vật phóng viên Jason dựa trên nhà phê bình manga người Mỹ Jason Thompson (người phỏng vấn anh tại San Diego Comic-Con năm 2008) và một nhân vật khác dựa theo một nhân viên của Del Rey Manga (nhà xuất bản đầu tiên của Fairy Tail ở Bắc Mỹ). Anh xây dựng các khía cạnh hài hước trong truyện dựa trên đời sống thường nhật của mình và những câu chuyện cười mà các trợ lý của anh hay kể.

## Xuất bản

### Chính truyện
Do Mashima Hiro sáng tác kiêm minh họa, Fairy Tail được đăng nhiều tập trên tạp chí tuyển tập manga Weekly Shōnen Magazine từ ngày 2 tháng 8 năm 2006 đến ngày 26 tháng 7 năm 2017. 545 chương lẻ được Kodansha thu thập và xuất bản thành 63 tập tankōbon từ ngày 15 tháng 12 năm 2006 đến ngày 17 tháng 11 năm 2017. Năm 2008, một bộ yomikiri crossover đặc biệt giữa Fairy Tail và Flunk Punk Rumble của Yoshikawa Miki, có nhan đề Fairy Megane (FAIRYメガネ) được xuất bản trên Weekly Shōnen Magazine. Sau đó bộ truyện được đưa vào Fairy Tail+, một fanbook chính thức ra mắt vào ngày 17 tháng 5 năm 2010. Một phần crossover khác với Rave Master (bộ truyện đầu tiên của Mashima) được xuất bản vào năm 2011. Một số in đặc biệt của Weekly Shōnen Magazine (xuất bản vào ngày 19 tháng 10 năm 2013) có một màn crossover nhỏ giữa Fairy Tail và Thất hình đại tội của Suzuki Nakaba, trong đó mỗi họa sĩ vẽ một yonkoma (truyện tranh bốn khung) cho bộ truyện của người kia. Một chương crossover thực giữa hai chương này đã được đăng trên số in tổng hợp 4/5 của tạp chí vào năm 2014, được phát hành vào ngày 25 tháng 12 năm 2013  Một bộ truyện dài hai tập có nhan đề Fairy Tail S (nơi tập hợp các truyện ngắn của Mashima mà lúc đầu được xuất bản trên nhiều tạp chí Nhật trong nhiều năm) được phát hành vào ngày 16 tháng 9 năm 2016.
Bộ truyện đã được cấp phép phát hành bằng tiếng Anh ở Bắc Mỹ cho đơn vị Del Rey Manga. Công ty đã phát hành tập đầu tiên của bộ truyện vào ngày 25 tháng 3 năm 2008, ra mắt liên tục cho đến khi phát hành tập thứ 12 vào tháng 9 năm 2010. Sau khi Del Rey Manga ngừng hoạt động, Kodansha USA giành quyền cấp phép và bắt đầu xuất bản các tập Fairy Tail vào tháng 5 năm 2011. Họ xuất bản tập truyện thứ 63 (và cũng là tập cuối) vào ngày 23 tháng 1 năm 2018. Kodansha USA bắt đầu xuất bản tuyển tập đồ sộ hơn vào tháng 11 năm 2015. Với nhan đề là Fairy Tail: Master's Edition, mỗi phần tương ứng với 5 tập thông thường. Họ xuất bản tập đầu tiên của Fairy Tail S: Tales from Fairy Tail vào ngày 24 tháng 10 năm 2017.
Bộ manga còn được cấp phép lưu hành tại các nước nói tiếng Anh. Tại Liên hiệp Anh, các tập truyện do Turnaround Publisher Services phân phối. Ở Úc và New Zealand, đơn vị phân phối bộ manga là Penguin Books Australia.

### Ngoại truyện
8 bộ manga ngoại truyện dựa trên Fairy Tail đã được phát hành. Hai bộ truyện đầu tiên— Fairy Tail Zero của Mashima và Fairy Tail: Ice Trail của Shira Yūsuke—bắt đầu bằng sự ra đời của mộ tạp chí hàng tháng có nhan đề Monthly Fairy Tail Magazine vào ngày 17 tháng 7 năm 2014, và khép lại ở số báo thứ 13 và cũng là số cuối của tạp chí ra đời vào ngày 17 tháng 7 năm 2015. Bộ truyện thứ ba (Fairy Tail Blue Mistral của Watanabe Rui) được đăng trên tạp chí shoujo manga Nakayoshi của Kodansha từ ngày 2 tháng 8 năm 2014 đến ngày 1 tháng 12 năm 2015, trong khi một bộ khác là Fairy Girls của Boku được phát hành trên Magazine Special của Kodansha từ ngày 20 tháng 11 năm 2014 đến ngày 20 tháng 8 năm 2015. Kyōta Shibano còn sáng tác một siêu bộ truyện chia làm ba phần có tựa đề Fairy Tail Gaiden, được ra mắt trên ứng dụng di động miễn phí hàng tuần Magazine Pocket của Kodansha. Bộ truyện bắt đầu ra mắt vào năm 2015 (cùng Twin Dragons of Sabre Tooth từ ngày 30 tháng 7 đến ngày 4 tháng 11), rồi tiếp tục với Rhodonite từ ngày 18 tháng 11 năm 2015 đến ngày 30 tháng 3 năm 2016, và kết thúc với Lightning Gods vào năm 2016 từ ngày 4 tháng 5 đến ngày 14 tháng 9. Fairy Tail: 100 Years Quest (phần hậu truyện của manga gốc) bắt đầu đăng dài kỳ trên Magazine Pocket vào ngày 25 tháng 7 năm 2018. Tác phẩm do Mashima sáng tác và minh họa bởi Ueda Atsuo Ueda. Một bộ ngoại truyện khác mang tên Fairy Tail: Happy's Heroic Adventure của Sakamoto Kenshirō ra mắt vào ngày 26 tháng 7 trên ứng dụng kể trên. Ngày 27 tháng 6 năm 2018, Mashima công bố một bộ manga ngoại truyện khác cho ứng dụng là Fairy Tail City Hero do Andō Ushio sáng tác và minh họa.
Toàn bộ 8 tập ngoại truyện Fairy Tail (tính cả ba phần Gaiden) đều được cấp phép phát hành tiếng Anh bởi Kodansha USA.

## Truyền thông

### Anime

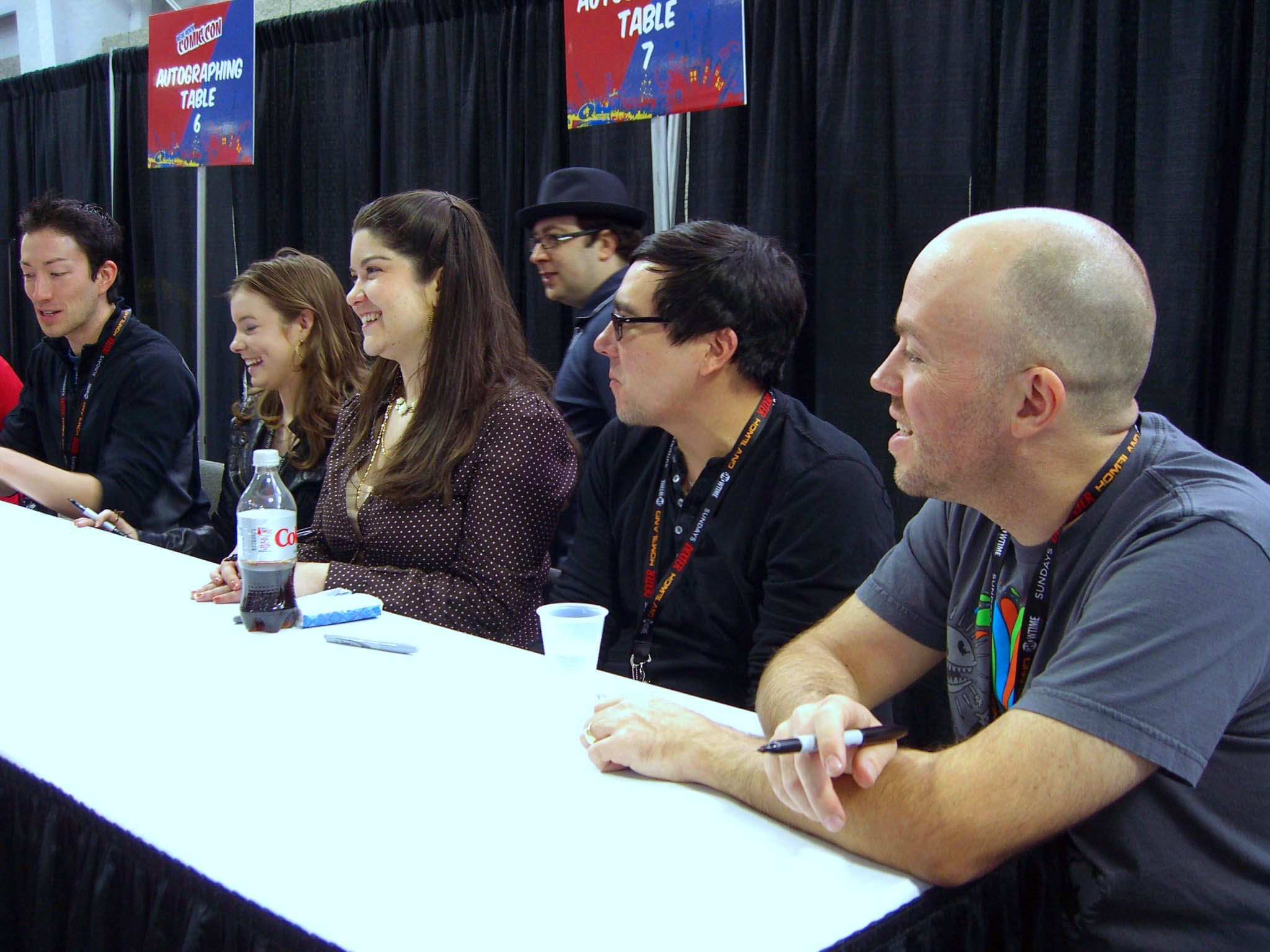
Đội nhân sự của Funimation và dàn diễn viên lồng tiếng của bộ anime tại New York Comic Con 2011. Từ trái qua phải: Todd Haberkorn (Natsu), Cherami Leigh (Lucy), Colleen Clinkenbeard (Erza), Newton Pittman (Gray) và Tyler Walker (giám đốc lồng tiếng).

A-1 Pictures, Dentsu Entertainment và Satelight là những đơn vị đồng sản xuất bộ anime chuyển thể từ manga. Bộ anime (chung tựa là Fairy Tail) và do Ishihira Shinji làm đạo diễn; phim được trình chiếu lần đầu trên TV Tokyo vào ngày 12 tháng 10 năm 2009. Bộ phim ngừng phát sóng vào ngày 30 tháng 3 năm 2013, và bắt đầu phát lại vào ngày 4 tháng 4 năm 2013, với nhan đề Fairy Tail Best!. 4 tập đĩa DVD (chứa 41 tập phim) đã được phát hành. Kênh Animax Asia khu vực Đông Nam Á đã phát sóng bộ phim này bằng tiếng Anh tại địa phương. Ngày 18 tháng 1 năm 2011, đơn vị phân phối anime Manga Entertainment của Anh đã thông báo trên Twitter rằng công ty sẽ phát hành bộ anime ở định dạng song ngữ vào cuối năm. Ngày 21 tháng 4 năm 2011, họ đính chính rằng phần đầu tiên gồm 12 tập sẽ được phát hành vào tháng 2 năm 2012; tuy nhiên, sau đó họ thông báo rằng tập đầu tiên sẽ được phát hành vào ngày 5 tháng 3 năm 2012. Năm 2011, đơn vị phân phối anime Bắc Mỹ Funimation Entertainment thông báo rằng họ đã giành được quyền phát sóng mùa đầu tiên của chương trình đang chiếu dở. Bộ phim ra mắt trên truyền hình Bắc Mỹ vào ngày 22 tháng 11 năm 2011, trên Funimation Channel. Anime còn được cấp phép bởi Madman Entertainment, bởi đơn vị phát trực tuyến và chiếu đồng bộ bộ truyện trên AnimeLab ở Úc và Vùng Melanesian của New Zealand (Fiji, Papua New Guinea, Quần đảo Solomon và Vanuatu), Vùng Polynesia (Quần đảo Cook, Niue, Samoa, Tonga và Tuvalu). Funimation thông báo rằng phần 9 sẽ được phát hành dưới dạng DVD/Blu-ray vào ngày 25 tháng 3 năm 2014.
Ngày 4 tháng 3 năm 2013, Mashima thông báo trên tài khoản Twitter của mình rằng bộ anime vẫn chưa kết thúc, và xác nhận vào ngày 11 tháng 7 rằng phần tiếp theo đã được bật đèn xanh. Phần tiếp theo đã được chính thức xác nhận trên Weekly Shonen Magazine vào ngày 28 tháng 12 năm 2013, với một chương phiên bản đặc biệt. Phần tiếp theo do A-1 Pictures và Bridge hợp tác sản xuất, với tạo hình thiết kế nhân vật do Takeuchi Shinji đảm nhiệm; các diễn viên lồng tiếng của loạt phim gốc cũng quay trở lại dự án cùng với đạo diễn Ishihira Shinji và biên kịch Sogo Masashi. Trang web chính thức của phần tiếp theo được ra mắt vào ngày 7 tháng 1 năm 2014. Bộ phim được phát sóng lần đầu trên TV Tokyo vào ngày 5 tháng 4 năm 2014 và được Funimation Entertainment phát sóng đồng bộ. Phần phim thứ hai ngừng chiếu vào ngày 26 tháng 3 năm 2016. Ngày 22 tháng 3 năm 2016, Mashima thông báo qua Twitter rằng một phần phim Fairy Tail nữa đang được phát triển. Ngày 20 tháng 7 năm 2017, Mashima xác nhận trên Twitter rằng mùa cuối của Fairy Tail sẽ phát sóng vào năm 2018. Mùa cuối của Fairy Tail được phát sóng từ ngày 7 tháng 10 năm 2018 đến ngày 29 tháng 9 năm 2019. A-1 Pictures, CloverWorks và Bridge là các đơn vị hợp tác sản xuất và diễn hoạt phần cuối, kéo dài từ ngày 7 tháng 10 năm 2018 đến ngày 29 tháng 9 năm 2019 với 51 tập phim.
Tại Việt Nam, 48 tập đầu phim từng được Công ty Cổ phần Truyền thông Trí Việt (TVM Corp.) mua bản quyền và phát sóng trên kênh HTV3 lần đầu vào 25 tháng 5 năm 2014 và từ tập 49 trở đi do Công ty Cổ phần Thanh Thiếu Nhi (TTN Media) mua tiếp phát sóng từ tháng 10 năm 2015.
Sau khi Sony thâu tóm Crunchyroll, khâu lồng tiếng được chuyển giao cho Crunchyroll đảm nhiệm.

#### OVA
9 bộ OVA của Fairy Tail đã được A-1 Pictures và Satelight sản xuất và phát hành trên DVD, mỗi bộ có đính kèm một tập tankōbon bản giới hạn của manga. OVA đầu tiên, "Welcome to Fairy Hills!!", là bản chuyển thể từ manga omake cùng tên và được phát hành cùng với tập 26 vào ngày 15 tháng 4 năm 2011. Bộ thứ hai, "Fairy Academy: Yankee-kun and Yankee-chan", cũng là bản chuyển thể từ omake cùng tên và được phát hành cùng với tập 27 vào ngày 17 tháng 6 năm 2011. Bộ thứ ba, "Memory Days" được phát hành cùng với Tập 31 vào ngày 17 tháng 2 năm 2012, và có đầu truyện do chính cha đẻ Mashima Hiro sáng tác. Bộ thứ tư, "Fairies' Training Camp", dựa trên chương 261 của manga và được phát hành cùng với tập 35 vào ngày 16 tháng 11 năm 2012. Bộ thứ 5, "Exciting Ryuzetsu Land", dựa trên chương 298 của manga và được phát hành cùng với tập 38 của manga vào ngày 17 tháng 6 năm 2013. Bộ OVA thứ 6 có tựa đề "Fairy Tail x Rave" là bản chuyển thể từ omake cùng tên và được phát hành vào ngày 16 tháng 8 năm 2013, cùng với tập 39 của manga.

### Phim chiếu rạp
Một phần phim anime điện ảnh chuyển thể từ Fairy Tail, có nhan đề Gekijōban Fairy Tail: Hōō no Miko ra rạp vào ngày 18 tháng 8 năm 2012. Tác phẩm do Fujimori Masaya làm đạo diễn, còn kịch bản do biên kịch của bộ anime là Sogo Masashi sáng tác. Tác giả bộ truyện Mashima Hiro đã tham gia với vai trò sắp xếp và thiết kế đầu truyện cho các nhân vật khách mời xuất hiện trong phim. Để quảng bá bộ phim, Mashima đã vẽ một manga mở đầu dài 30 trang có nhan đề "The First Morning", kèm theo vé xem phim sớm. DVD có gắn kèm bản đặc biệt tập 36 của manga vào ngày 13 tháng 2 năm 2013, và có cả một bản chuyển thể hoạt hình của "Hajimari no Asa" dưới dạng tính năng tặng kèm. Phim được trình chiếu trên Animax Asia vào ngày 23 tháng 3 năm 2013. Funimation giành quyền phân phối phim ở Bắc Mỹ. Bản lồng tiếng Anh ra mắt lần đầu tại Nan Desu Kan vào ngày 13 tháng 9 năm 2013 và được phát hành dưới dạng Blu-ray/DVD vào ngày 10 tháng 12 năm 2013.
Phần phim anime điện ảnh thứ hai được công bố vào ngày 15 tháng 5 năm 2015. Ngày 31 tháng 12 năm 2016, tựa đề chính thức của bộ phim được tiết lộ là Gekijōban Fairy Tail: Dragon Cry, ra rạp vào ngày 6 tháng 5 năm 2017 ở Nhật Bản.

### Trò chơi video
Một trò chơi video hành động dành cho hệ máy PlayStation Portable, có tựa đề Fairy Tail: Portable Guild, đã được ra mắt tại Tokyo Game Show 2009. Trò chơi do Konami Examu Games inc. phát triển và được phát hành vào ngày 3 tháng 6 năm 2010. Hai phần tiếp theo của Portable Guild cũng được phát hành cho máy PlayStation Portable—phần đầu có phụ đề là Portable Guild 2, được phát hành vào ngày 10 tháng 3 năm 2011; phần thứ hai Fairy Tail: Zeref Awakens, được phát hành vào ngày 22 tháng 3 năm 2012. Các nhân vật Natsu và Lucy còn xuất hiện dưới dạng nhân vật người chơi trong trò chơi video crossover Sunday VS Magazine: Shūketsu! Chōjō Daikessen cho hệ máy PSP năm 2009.
Hai trò chơi đối kháng, Fairy Tail: Fight! Wizard Battle và Fairy Tail: Attack! Kardia Cathedral, lần lượt được phát hành trên hệ máy Nintendo DS vào các ngày 22 tháng 7 năm 2010 và 21 tháng 4 năm 2011. Năm 2016, một trò chơi web do GameSamba phát triển có tên Fairy Tail: Hero's Journey được thông báo mở chạy để thử nghiệm phần mềm kín.
Ngày 5 tháng 9 năm 2019, có nguồn tin thông báo rằng một trò chơi video nhập vai có tên Fairy Tail (do Gust Co. Ltd. phát triển và Koei Tecmo xuất bản) sẽ được phát hành trên các hệ máy PlayStation 4, Nintendo Switch và Steam vào ngày 19 tháng 3 năm 2020 trên toàn thế giới; sau đấy trò chơi bị hoãn ra mắt sang ngày 25 tháng 6. Kế đến trò chơi bị dời ngày ra mắt sang 30 tháng 7 năm 2020 (tại Nhật Bản và châu Âu) và ngày 31 tháng 7 năm 2020 (tại Bắc Mỹ) do đại dịch COVID-19.

### Audio
Phần nhạc của bộ anime do Takanashi Yasuharu sáng tác và chuyển soạn. Bốn đĩa CD soundtrack gốc đã được phát hành và chứa nhạc từ anime: tập soundtrack thứ nhất được phát hành vào ngày 6 tháng 1 năm 2010, tập thứ hai ra mắt vào ngày 7 tháng 7 năm 2010, tập soundtrack thứ ba phát hành vào ngày 6 tháng 7 năm 2011, và tập soundtrack thứ tư ra mắt vào ngày 20 tháng 3 năm 2013. Những đĩa đơn bài hát nhân vật cũng được sản xuất; đĩa đơn đầu tiên gồm có sự góp mặt của Kakihara Tetsuya (Natsu) và Nakamura Yuichi (Gray) được phát hành vào ngày 17 tháng 2, trong khi đĩa đơn thứ hai gồm có Hirano Aya (Lucy) và Kugimiya Rie (Happy), được phát hành vào ngày 3 tháng 3 năm 2010. Một album bài hát nhân vật nữa có nhan đề "Eternal Fellows" được phát hành vào ngày 27 tháng 4 năm 2011. Hai bài hát trích từ album do dàn diễn viên bộ anime là Kakihara Tetsuya (Natsu) và Hirano Aya (Lucy) thể hiện; chúng lần lượt được sử dụng làm bài nhạc hiệu mở đầu và kết thúc cho cả bộ phim và các phần OVA. Những bài hát khác trong tập do Nakamura Yuichi (Gray), Ohara Sayaka (Erza), Satō Satomi (Wendy), Hatano Wataru (Gajeel) thể hiện cùng bản song ca của Kugimiya Rie (Happy) và Horie Yui (Carla).
Một chương trình phát thanh internet bắt đầu phát trên Đài phát thanh HiBiKi vào ngày 11 tháng 2 năm 2012, với sự tham gia của các diễn viên lồng tiếng anime Kakihara Tetsuya (Natsu) và Nakahara Mai (Juvia) vai người đọc bản tin.

## Đón nhận

### Manga
Tính đến tháng 2 năm 2020, manga Fairy Tail đã có 72 triệu tập được lưu hành. Tại Pháp, bộ truyện bán được hơn 7,7 triệu bản vào năm 2018. Theo Oricon, Fairy Tail là bộ manga bán chạy thứ 8 tại Nhật Bản trong năm 2009, bán chạy thứ 4 trong năm các 2010 và 2011, thứ 5 vào năm 2012, tụt xuống thứ 9 vào năm 2013, rồi thứ 17 vào năm 2014, và thứ 15 vào năm 2015. Tập 5 của Fairy Tail được xếp thứ 7 trong danh sách top 10 manga bán chạy nhất, và bộ truyện một lần nữa đứng thứ 7 sau khi phát hành tập 6. Deb Aoki của About.com đã liệt Fairy Tail là shōnen manga mới hay nhất năm 2008. Fairy Tail đã thắng giải Bộ manga hay nhất năm 2008 tại Anime & Manga Grand Prix năm 2009 do tạp chí AnimeLand của Pháp tổ chức. Tác phẩm còn đoạt giải Manga Kodansha năm 2009 cho hạng mục shōnen manga. Tại giải công nghiệp năm 2009 của Hiệp hội quảng bá hoạt hình Nhật Bản, ban tổ chức Anime Expo đã vinh danh Fairy Tail là bộ manga hài hay nhất. Bộ truyện cũng giạt giải shōnen manga hay nhất tại giải Japan Expo 2009. Tập 9 của bộ manga nhận được đề cử ở hạng mục Tuyển chọn giới trẻ tại Liên hoan truyện tranh quốc tế Angoulême 2010. Trong cuộc bình chọn Manga Sōsenkyo 2021 của TV Asahi, 150.000 khán giả đã bình chọn cho Fairy Tail xếp thứ 65 trong số 100 bộ manga hay nhất của họ.
Đánh giá về tập truyện đầu tiên, Carl Kimlinger của Anime News Network (ANN) thấy rằng Fairy Tail đi theo trope chuẩn của shōnen manga hành động, viết rằng "sự pha trộn giữa hài hước ngớ ngẩn, những pha hành động đập thẳng vào mặt và màu sắc đẫm lệ được tính toán một cách máy móc." Carlo Santos cũng của Anime News Network nhất trí trong bài đánh giá tập truyện thứ 3; anh có góc nhìn truyện tích cực về phần mỹ thuật, đặc biệt là các cảnh hành động, nhưng lại thiếu cốt truyện và phát triển nhân vật. Đến tập 12, Santos cho rằng tài năng thực sự của Mashima nằm ở chỗ "tận dụng những khía cạnh chuẩn và dễ đoán nhất của thể loại và bằng cách nào đó vẫn biến nó thành một cuộc phiêu lưu thú vị, hấp dẫn." Đánh giá 11 tập truyện đầu tiên, Rebecca Silverman của ANN viết rằng mặc dù mảng mỹ thuật ở những tiểu phần đầu của Fairy Tail có thể không phải là hay nhất, song các câu chuyện thì có thể xem là hay nhất. Cô cũng dành lời khen Lucy và Erza là những nhân vật nữ mạnh mẽ. Đồng nghiệp của cô, Faye Hopper thì đưa ra bình luận phê phán hơn, nhận xét bộ manga là "bộ truyện shounen có chút tầm thường [đã] nhấn đủ nút" để làm cô muốn đọc thêm.
Kimlinger, Silverman và AE Sparrow của IGN đều nhất trí rằng phần đồ họa của Mashima có nhiều điểm tương đồng với đồ họa trong tác phẩm One Piece của Oda Eiichiro. Trong khi Sparrow sử dụng phép so sánh để khen ngợi và cho rằng bộ truyện có đủ những nét đặc sắc độc đáo của riêng nó, thì Kimlinger lại đi xa hơn khi nói rằng thật khó để đánh giá cao "kỹ năng sáng tác không thể phủ nhận" của Mashima.

### Anime
Bộ anime đã nhận được phản hồi tích cực từ cả khán giả lẫn giới phê bình. Tại Đông Nam Á, Fairy Tail đã thắng giải "Anime của năm" của Animax Asia vào năm 2010. Năm 2012, bộ anime giật giải "Meilleur Anime Japonais" (bộ anime Nhật xuất sắc nhất) và giải lồng tiếng Pháp xuất sắc nhất tại lễ trao giải Anime & Manga Grand Prix lần thứ 19 ở Paris.
Trong bài đánh giá các tập phim DVD đầu tiên của Funimation Entertainment, Carlo Santos của Anime News Network đã khen ngợi phần hình ảnh, các nhân vật và phần lồng tiếng Anh cũng như các nhân vật phụ bởi cách tiếp cận hài hước của bộ phim. Tuy nhiên, Santos phê bình cả phần nhạc nền và hoạt họa CGI của anime. Trong bài đánh giá về tập thứ hai, Santos cũng khen ngợi khâu phát triển "tuyến truyện quan trọng hơn", nhưng cũng phê bình hoạt họa và chất liệu gốc không có trong manga không nhất quán. Trong bài đánh giá tập phim số ba, Santos khen ngợi những cải tiến của câu chuyện và hoạt họa, đồng thời cho rằng tập này "cuối cùng đã cho thấy bộ [anime] phát huy hết tiềm năng của nó." Tuy nhiên, trong bài đánh giá của mình về tập 4 và tập 6, Santos khen ngợi mẫu công thức của tuyến truyện, mặc dù cho rằng "những điểm bất ngờ trong cốt truyện […] giúp cho phần hành động không quá cũ kỹ," song gọi cái kết là "không thể đoán trước nổi".